# سيردون (آن)
سيردون (بالفرنسية: Cerdon)‏ هي بلدية فرنسية تقع في إقليم الآن في فرنسا. رمز إنسي لها هو:1068. أما الرمز البريدي لها فهو: 1450.